# Stampe en Renard

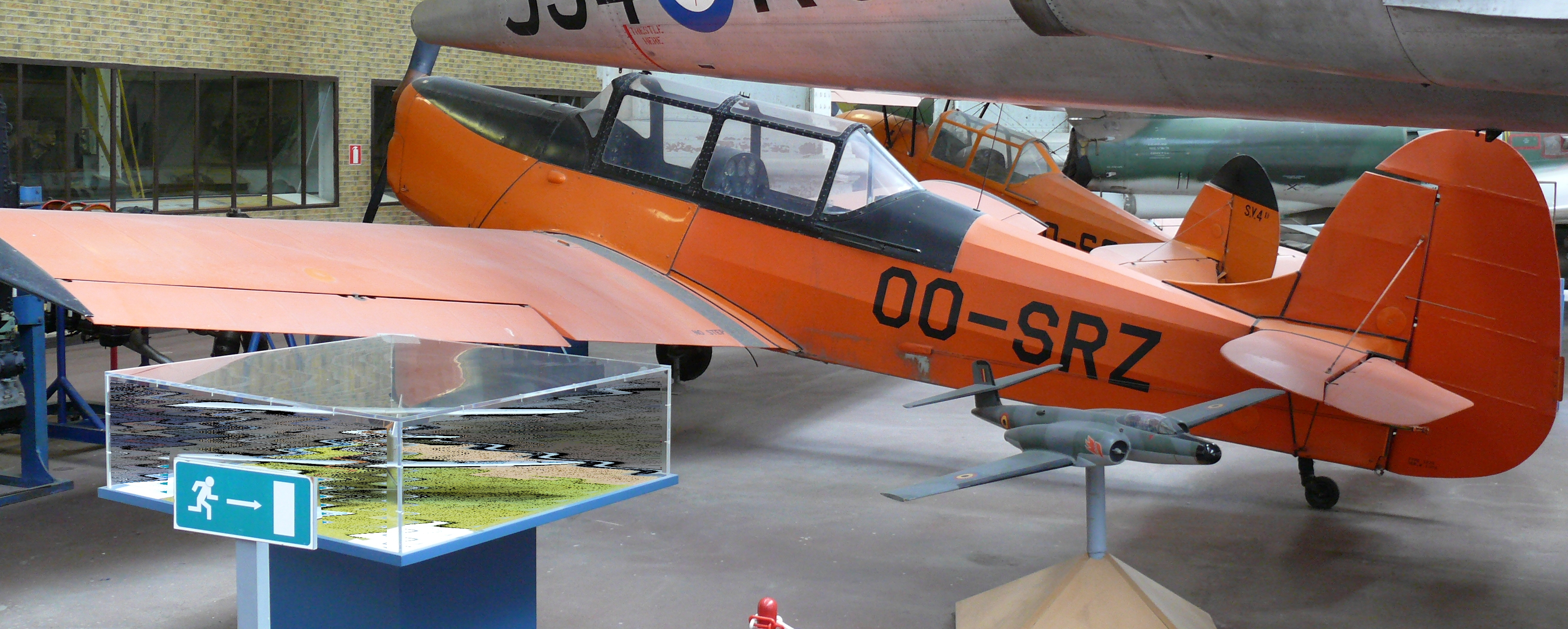
Stampe & Renard SR7B

Constructions aéronautiques Stampe & Renard was een Belgische vliegtuigbouwer opgericht in 1947 door de oude vrienden Jean Stampe en Alfred Renard.
Alfred Renard was voor de Tweede Wereldoorlog directeur van zijn eigen vliegtuigfabriek Renard, en enige tijd hoofdingenieur bij Stampe en Vertongen.
Jean Stampe was voor de Tweede Wereldoorlog mededirecteur van Stampe en Vertongen. Een vliegtuigbouwer die vooral bekend is geworden vanwege het lesvliegtuig de SV-4b. Vlak voor de Tweede Wereldoorlog kreeg Stampe en Vertongen een order binnen van de Franse Luchtmacht voor de levering van 300 SV.4b's. Deze werden in licentie gebouwd bij het Franse Farman. Maar de oorlog legde de productie stil. Na de oorlog had Frankrijk deze order opnieuw bevestigd en bestelde België en nog eens 66 (waarvan er uiteindelijk 65 geleverd zijn).
Om dit te kunnen bolwerken begon Jean Stampe direct na de oorlog met de bouw in de Farman fabrieken in Parijs (Chatillon). Hij zocht contact met Alfred Renard wiens voormalige fabriek in Evere er beter bij stond dan de oude Stampe & Vertongen fabriek. Samen stichtte zij in 1947 Stampe & Renard. Er werden 590 SV.4's gebouwd, inclusief de 35 van voor de oorlog. Hoofdzakelijk bij SNCAN (waar Farman deel van uitmaakte) en later bij het Algerijnse AIA.
Er werden nog andere types ontworpen, zoals de SR.7 en de SV.8, maar deze werden geen succes. Ook maakte het bedrijf onderdelen voor de Avro CF-100 en de Lockheed F-104 Starfighter. Uiteindelijk viel het doek in 1970.

## Vliegtuigtypen
- SV.4b (1937)

lesvliegtuig, eenmotorig propeller (Gipsy Major I), dubbeldekker.
- SV.4c

De SV.4b zoals deze werd gebouwd in Frankrijk en Algerije met een Renault 4PEI motor
- SV.4 A (niet te verwarren met de Stampe & Vertongen SV.4)

Dit was een stuntvliegtuig versie met een Renault 4PO5-motor
- SV.4d

SV.4b uitgerust met een Mathis motor
- SR.7 Monitor I (1951)

trainer, eenmotorig propeller (Renault), laagdekker. 
- SR.7B Monitor III

met Cirrus motor. Leon Biancotto behaalde hiermee een duurrecord ondersteboven vliegen in 1957.
- SR.7B Monitor IV

- SR.8

Trainer, 30 gebouwd waarvan er 10 aan Letland en 20 aan de Belgische Luchtmacht. 
- SR.45 Cargo

Een project voor een vrachtvliegtuig met twee staartbomen met daartussen een afneembare container. Niet verder gekomen dan een schaalmodel.